# Charlotte Moore Sitterly
Charlotte Moore Sitterly (24 septembre 1898 à Ercildoun, près de Coatesville en Pennsylvanie - 3 mars 1990 à Washington, D.C.) est une astrophysicienne américaine dont la carrière a été marquée par ses travaux sur l'analyse spectroscopique du soleil et des étoiles. Elle fut parmi les six premières femmes à recevoir le Federal Woman's Award en 1961. Elle avait été, en 1949, la première scientifique admise en tant qu'associé étranger par la Royal Astronomical Society.

## Biographie
Charlotte Moore est née en 1898 à Ercildoun, en Pennsylvanie. Ses parents, quakers, étaient dans l'enseignement et la poussèrent à étudier. Diplômée en mathématiques en 1920 du Swarthmore College, elle devient l'assistante de Henry Norris Russell à l'observatoire de l'Université de Princeton où elle commença à pratiquer la spectroscopie. Elle travailla également à l'observatoire du Mont Wilson  avec Charles Edward St. John (en) et publia, en 1928 une monographie sur le spectre solaire, et une version révisée de Preliminary Table of Solar Waves Lengths, de Henry Rowland . 
En 1931, elle obtient son doctorat à Berkeley avec une thèse sur l'analyse spectrographique des taches solaires,, et revient à Princeton où elle travaillera jusqu'en 1945. C'est aussi à Princeton qu'elle rencontre, et épouse en 1937, le physicien et astronome Bancroft Walker Sitterly. 
En 1945, Moore rejoint le National Bureau of Standards (devenu le National Institute of Standards and Technology en 1988) à Washington, D.C, dans la section de spectroscopie dirigée alors par William Meggers (en). Son travail au sein du NBS résulte notamment dans la publication, entre 1949 et 1958, des trois volumes de l'ouvrage de référence Atomic Energy Levels as Derived from the Analyses of Optical Spectra.
Parmi ses découvertes notables, on note sa découverte de la possibilité de la présence de technétium à l'état de traces dans le soleil en 1952. 
Moore quitte le NBS en 1968. Elle travaille à la Division des sciences de l'espace du Naval Research Laboratory jusqu'en 1978. 
Elle meurt d'un arrêt cardiaque en 1990 à son domicile de Washington.

## Distinctions et récompenses
- Prix d'astronomie Annie J. Cannon (1937)[4],[1]
- William F. Meggers Award (en) de l'Optical Society of America (1972)[4],[1]
- Médaille Bruce (1990)[1]
- Docteur honoris causa du Swarthmore College (1961), l'Université de Kiel (1968) et de l'Université du Michigan (1971)
- L'astéroïde (2110) Moore-Sitterly a reçu son nom[1]